# Opòssum rata fuliginós
L'opòssum rata fuliginós (Caenolestes fuliginosus) és un petit opòssum rata que viu als boscos i prats alpins dels Andes. La seva distribució s'estén per Colòmbia, l'Equador i el nord-est de Veneçuela. És l'espècie d'opòssum rata més ben coneguda de totes.